# Indozodion inayatullahi
Espèce
Indozodion inayatullahi est une espèce d'araignées aranéomorphes de la famille des Zodariidae.

## Distribution
Cette espèce est endémique du Pakistan. Elle se rencontre au Khyber Pakhtunkhwa et dans le Territoire fédéral d'Islamabad.

## Description
Le mâle holotype mesure 3,25 mm et la femelle paratype 4,3 mm.

## Systématique et taxinomie
Cette espèce a été décrite par Ovtchinnikov en 2006. Elle est placée dans le genre Tropizodium par Prajapati, Murthappa, Sankaran et Sebastian en 2016 puis dans le genre Indozodion par Zamani et Marusik en 2022.

## Étymologie
Cette espèce est nommée en l'honneur de Mian Inayatullah.

## Publication originale
- Ovtchinnikov, 2006 : « New genus and species of spiders of the subfamily Zodariinae (Araneae, Zodariidae) from Pakistan. » Vestnik Zoologii, vol. 40, no 1, p. 77-79.